# Rui Vaz Pinto
Rui Vaz Pinto foi nomeado governador do Rio de Janeiro por provisão de 13 de julho de 1616 mas tomou posse apenas em 1617 e, em contraste flagrante com o governo de seu antecessor Constantino Menelau, teve, segundo Vivaldo Coaracy, um governo que «se caracterizou pelas arbitrariedades que praticou e pela agitação que promoveu. Entrando desde cedo em luta com a Câmara, Vaz Pinto trouxe de novo à cidade o mesmo ambiente de inquietação que se verificara no tempo de Afonso de Albuquerque.» 
Desde que assumiu, Vaz Pinto entrou em consecutivos conflitos com a Câmara e as autoridades locais, desprezando suas competências e atribuições, «convencido de serem absolutos e ilimitados os seus poderes». Em 1619 a Câmara, exacerbada, representou contra ele ao Governador-Geral na Bahia e, por provisão de 17 de junho, o Governador-Geral recomendou a Vaz Pinto abster-se  «daqueles puníveis excessos». Em represália, Vaz Pinto fez recolher à cadeia pública o juiz ordinário, presidente da Câmara, condenando-o a degredo para o Estado do Maranhão. Reuniram-se então os oficiais da Câmara, que Vaz Pinto descreveria como «homens levantados e rebeldes contra o serviço do rei», foram à Cadeia com enorme concurso de cidadãos e, alegando a incompetência do governador Vaz Pinto para condenar alguém exceto em tempos de guerra, retiraram dela o juiz ordinário e o reintalaram em seu posto. Inconformado, Vaz Pinto o mandou outra vez prender com sentinela à vista e mandou intimar os cidadãos a dar guarda a sua porta sob pena de multa de 20 cruzados aos que recusassem. Os protestos da Câmara foram inúteis e o governador, talvez revelando indícios de distúrbio mental, aumentava as arbitrariedades.
Rui Vaz Pinto foi o governador que fez aos carmelitas a concessão de pedras para construírem seu convento do Carmo, pedra retirada da ilha que posteriormente ficou conhecida como ilha das Enxadas. Os frades permaneceriam no seu mosteiro, onde hoje se ergue a catedral, até 1808. A praça dianteira, Terreiro da Polé, passou a ser conhecida por Largo ou Terreiro do Carmo, hoje Praça Quinze de Novembro. Diz Coaracy que eram frades turbulentos e rixentos que, com os escravos que possuiam, participavam de numerosas desordens pela cidade.